# João Carlos dos Santos
João Carlos dos Santos, född 10 september 1972, är en brasiliansk tidigare fotbollsspelare.
João Carlos spelade 10 landskamper för det brasilianska landslaget. Han deltog bland annat i Copa América 1999 och Fifa Confederations Cup 1999.